# Liste des sites Ramsar en France

Logo des sites Ramsar

La liste des sites Ramsar en France recense tous les sites Ramsar situés sur le territoire français en métropole comme en outre-mer. La convention de Ramsar a pour mission la protection des zones humides reconnues pour leur importance internationale par leurs biodiversité et par les services écosystémiques qu'elles rendent aux populations humaines. Cette convention est entrée en vigueur, en France, le 1er décembre 1986. En mars 2024, La liste française compte 55 sites Ramsar, dont 12 en Outre-mer.

## Historique
La convention de Ramsar, adoptée le 2 février 1971 est un traité international pour la conservation et le développement durable des zones humides, pour enrayer leur dégradation ou disparition, en reconnaissant leurs fonctions écologiques, leur valeur économique, culturelle, scientifique et récréative. 
La France a signé la convention en 1971 et l'a ratifiée en 1986  Elle s’est alors engagée sur la scène internationale à préserver les zones humides de son territoire.
Le ministère de l'écologie met en œuvre la convention, à l'échelle nationale, particulièrement en assurant la protection des sites classés. L'association « Ramsar France » a été créée en 2011 pour permettre des échanges entre les gestionnaires des zones humides françaises et  promouvoir le label Ramsar,. 
Au 22 mars 2024, la France comptait 55 sites Ramsar couvrant une superficie de plus de 3,9 millions d’hectares, en métropole et en outre-mer.
- la France d'outre-mer (Guadeloupe, Guyane, Mayotte, La Réunion, Nouvelle-Calédonie, Polynésie française, Saint-Martin et Terres australes et antarctiques françaises) en compte 12.
- le Rhin Supérieur est un site transfrontalier avec l'Allemagne.

Le 02 février 2021, à l’occasion des Journées mondiales des zones humides, une extension du site « Bassin du Drugeon » a été validée sous l'appellation « Lacs et tourbières du Jura ». Sur 12 134 ha (52 communes), de Pontarlier à Saint-Claude, ce nouveau site comprend 125 tourbières et 18 lacs d'altitude.

## Protection et classement
La grande majorité des sites enregistrés sont déjà protégées par différents statuts : patrimoine mondial, réserve mondiale de biosphère, réseau Natura 2000, grand site de France, , réserve biologique, réserve naturelle nationale, réserve naturelle régionale, réserve naturelle de Corse, parc national, parc naturel marin, parc naturel régional...

## Liste

### France métropolitaine

#### Auvergne-Rhône-Alpes
| Site                                                  | Notes                                                                                   | Date d'inscription | Superficie (km²) | Altitude (m) | Identifiant Ramsar | Identifiant WDPA | Coordonnées                      | Photo |
| ----------------------------------------------------- | --------------------------------------------------------------------------------------- | ------------------ | ---------------- | ------------ | ------------------ | ---------------- | -------------------------------- | ----- |
| Rives du lac Léman                                    | Delta de la Dranse, domaine de Ripaille, baie de Sciez, rives entre Tougues et Hermance | 5 avril 1991       | 19,15            | 380 -        | 519                | 67929            | 46° 21′ 00″ nord, 6° 22′ 59″ est |       |
| Lac du Bourget, marais de Chautagne marais de Lavours |                                                                                         | 2 février 2003     | 55,00            | 232 - 240    | 1268               | 900792           | 45° 43′ 59″ nord, 5° 51′ 00″ est |       |
| Impluvium d'Évian                                     |                                                                                         | 15 septembre 2008  | 32,75            | 661 - 996    | 1833               | 109028           | 46° 22′ 01″ nord, 6° 36′ 00″ est |       |
| Dombes                                                |                                                                                         | 22 mars 2023       | 475.72           |              | 2500               | 555526489        | 45° 58′ 01″ nord, 5° 00′ 00″ est |       |
| Marais et tourbières des montagnes du Bugey           |                                                                                         | 22 mars 2024       | 10.50            | 750 -        | 2542               |                  | 46° 02′ nord, 5° 36′ est         |       |

#### Bourgogne-Franche-Comté
| Site                                          | Notes                    | Date d'inscription                         | Superficie (km²) | Altitude (m) | Identifiant Ramsar | Identifiant WDPA | Coordonnées                      | Photo |
| --------------------------------------------- | ------------------------ | ------------------------------------------ | ---------------- | ------------ | ------------------ | ---------------- | -------------------------------- | ----- |
| Tourbières et lacs de la montagne jurassienne | ex « Bassin du Drugeon » | 2 février 2003 extension le 2 février 2021 | 121,56           | 800 - 1 200  | 1266               | 900790           | 46° 45′ 00″ nord, 6° 10′ 01″ est |       |

#### Bretagne
| Site                      | Notes                                                        | Date d'inscription | Superficie (km²) | Altitude (m) | Identifiant Ramsar | Identifiant WDPA | Coordonnées                        | Photo |
| ------------------------- | ------------------------------------------------------------ | ------------------ | ---------------- | ------------ | ------------------ | ---------------- | ---------------------------------- | ----- |
| Golfe du Morbihan         |                                                              | 5 avril 1991       | 230,00           | 0 - 30       | 517                | 67927            | 47° 34′ 59″ nord, 2° 46′ 59″ ouest |       |
| Baie du Mont-Saint-Michel | Patrimoine mondial (1979) · site en commun avec la Normandie | 14 octobre 1994    | 620,00           | -10 - 70     | 709                | 95331            | 48° 40′ 01″ nord, 1° 40′ 01″ ouest |       |
| Baie d'Audierne           |                                                              | 4 septembre 2021   | 23,96            |              | 2460               |                  | 47° 52′ 08″ nord, 4° 21′ 18″ ouest |       |

#### Centre-Val de Loire
| Site   | Notes | Date d'inscription | Superficie (km²) | Altitude (m) | Identifiant Ramsar | Identifiant WDPA | Coordonnées                      | Photo |
| ------ | ----- | ------------------ | ---------------- | ------------ | ------------------ | ---------------- | -------------------------------- | ----- |
| Brenne |       | 5 avril 1991       | 1 400,00         | 85 - 160     | 518                | 67928            | 46° 43′ 59″ nord, 1° 15′ 00″ est |       |

#### Corse
| Site                                        | Notes | Date d'inscription | Superficie (km²) | Altitude (m) | Identifiant Ramsar | Identifiant WDPA | Coordonnées                      | Photo |
| ------------------------------------------- | ----- | ------------------ | ---------------- | ------------ | ------------------ | ---------------- | -------------------------------- | ----- |
| Étang de Biguglia                           |       | 5 avril 1991       | 17,90            | 0            | 520                | 67930            | 42° 36′ 00″ nord, 9° 28′ 59″ est |       |
| Mares temporaires de Tre Padule de Suartone |       | 2 février 2007     | 2,18             | 90 - 160     | 1651               | 903023           | 41° 28′ 01″ nord, 9° 13′ 59″ est |       |
| Étang de Palo                               |       | 15 septembre 2008  | 2,12             | 0 - 5        | 1829               | 109024           | 41° 57′ nord, 9° 24′ est         |       |
| Étang d'Urbino                              |       | 15 septembre 2008  | 7,90             | 0 - 22       | 1831               | 109026           | 42° 01′ 59″ nord, 9° 28′ 59″ est |       |
| Tourbière de Moltifao                       |       | 27 octobre 2011    | 0,33             | 240 - 250    | 1994               | 555543066        | 42° 28′ 52″ nord, 9° 09′ 14″ est |       |

#### Grand Est
| Site                                                    | Notes                                 | Date d'inscription | Superficie (km²) | Altitude (m) | Identifiant Ramsar | Identifiant WDPA | Coordonnées                      | Photo |
| ------------------------------------------------------- | ------------------------------------- | ------------------ | ---------------- | ------------ | ------------------ | ---------------- | -------------------------------- | ----- |
| Étangs de la Champagne humide                           |                                       | 5 avril 1991       | 2 558,00         | 100 - 250    | 514                | 67924            | 48° 34′ 59″ nord, 4° 45′ 00″ est |       |
| Étangs de la Petite Woëvre                              |                                       | 5 avril 1991       | 53,00            | 230 - 250    | 515                | 67925            | 49° 01′ 59″ nord, 5° 48′ 00″ est |       |
| Étangs du Lindre, forêt du Romersberg et zones voisines |                                       | 2 février 2003     | 53,08            | 207 - 250    | 1267               | 900791           | 48° 46′ 59″ nord, 6° 48′ 00″ est |       |
| Rhin Supérieur / Oberrhein TRS                          | Site transfrontalier avec l'Allemagne | 5 septembre 2008   | 224,13           | 106 - 246    | 1810               | 109022           | 48° 25′ 01″ nord, 7° 45′ 00″ est |       |

#### Hauts-de-France
| Site                                                      | Notes                                                                                             | Date d'inscription | Superficie (km²) | Altitude (m) | Identifiant Ramsar | Identifiant WDPA | Coordonnées                      | Photo |
| --------------------------------------------------------- | ------------------------------------------------------------------------------------------------- | ------------------ | ---------------- | ------------ | ------------------ | ---------------- | -------------------------------- | ----- |
| Baie de Somme                                             | Site du Parc naturel marin des estuaires picards et de la mer d'Opale Grand Site de France (2011) | 23 janvier 1998    | 190,43           | 0 - 5        | 925                | 145815           | 50° 13′ 59″ nord, 1° 33′ 00″ est |       |
| Marais audomarois                                         | Réserve mondiale de biosphère                                                                     | 15 septembre 2008  | 37,26            | 2 - 3        | 1835               | 109030           | 50° 46′ 01″ nord, 2° 16′ 01″ est |       |
| Marais de Sacy                                            |                                                                                                   | 9 octobre 2017     | 10,73            | 32 - 34      | 2312               | 555625772        | 49° 20′ 20″ nord, 2° 33′ 14″ est |       |
| Marais et tourbières des vallées de la Somme et de l'Avre |                                                                                                   | 18 décembre 2017   | 131,00           | 5 - 65       | 2322               | 555626079        | 49° 55′ 59″ nord, 2° 19′ 59″ est |       |
| Vallées de la Scarpe et de l'Escaut                       |                                                                                                   | 2 février 2020     | 276,22           |              | 2405               | 555539296        | 50° 25′ N, 3° 25′ E              |       |

#### Île-de-France
Il n'y a aucun site Ramsar en région Île-de-France en 2024.

#### Normandie
| Site                                           | Notes                                                       | Date d'inscription | Superficie (km²) | Altitude (m) | Identifiant Ramsar | Identifiant WDPA | Coordonnées                        | Photo |
| ---------------------------------------------- | ----------------------------------------------------------- | ------------------ | ---------------- | ------------ | ------------------ | ---------------- | ---------------------------------- | ----- |
| Marais du Cotentin et du Bessin, baie des Veys |                                                             | 5 avril 1991       | 325,00           | 0 - 5        | 516                | 67926            | 49° 22′ 59″ nord, 1° 10′ 01″ ouest |       |
| Baie du Mont-Saint-Michel                      | Patrimoine mondial (1979) · site en commun avec la Bretagne | 14 octobre 1994    | 620,00           | -10 - 70     | 709                | 95331            | 48° 40′ 01″ nord, 1° 40′ 01″ ouest |       |
| Marais Vernier et vallée de la Risle maritime  |                                                             | 18 décembre 2015   | 95,6446          | 0 - 100      | 2247               | 555624180        | 49° 25′ 52″ nord, 0° 28′ 41″ est   |       |

#### Nouvelle-Aquitaine
| Site                                    | Notes                       | Date d'inscription | Superficie (km²) | Altitude (m) | Identifiant Ramsar | Identifiant WDPA | Coordonnées                        | Photo |
| --------------------------------------- | --------------------------- | ------------------ | ---------------- | ------------ | ------------------ | ---------------- | ---------------------------------- | ----- |
| Marais du Fier d'Ars                    |                             | 2 février 2003     | 44,52            | -6 - 18      | 1269               | 900793           | 46° 13′ 01″ nord, 1° 28′ 01″ ouest |       |
| Marais d'Orx et zones humides associées |                             | 27 octobre 2011    | 9,62             | 0 - 5        | 1995               | 555543094        | 43° 35′ 53″ nord, 1° 23′ 49″ ouest |       |
| Bassin d'Arcachon : Delta de la Leyre   |                             | 27 octobre 2011    | 51,75            | 0 - 10       | 1996               | 555543095        | 44° 39′ 50″ nord, 1° 01′ 52″ ouest |       |
| Le Pinail                               |                             | 22 octobre 2021    | 9,23             |              | 2461               | 39779            | 46° 41′ 45″ nord, 0° 30′ 38″ est   |       |
| Marais poitevin                         | Grand Site de France (2010) | 23 novembre 2023   | 690.34           |              | 2531               | 555561988        | 45° 18′ nord, 0° 58′ 00″ ouest     |       |

#### Occitanie
| Site                               | Notes | Date d'inscription | Superficie (km²) | Altitude (m) | Identifiant Ramsar | Identifiant WDPA | Coordonnées              | Photo |
| ---------------------------------- | --- | ------------------ | ---------------- | ------------ | ------------------ | ---------------- | ------------------------ | ----- |
| Petite Camargue                    | Grand Site de France (2014) | 8 janvier 1996     | 370,00           |              | 786                | 127842           | 43° 30′ nord, 4° 15′ est |       |
| Étangs littoraux de la Narbonnaise | Site du parc naturel régional de la Narbonnaise en Méditerranée avec les étangs de l'Ayrolle, Bages-Sigean, Gruissan, La Palme et Pissevaches | 2 février 2006     | 123,34           | 0 - 72       | 1593               | 902857           | 43° 03′ nord, 3° 03′ est |       |
| Étangs palavasiens                 | | 15 septembre 2008  | 57,97            | 0 - 12       | 1832               | 109027           | 43° 30′ nord, 3° 51′ est |       |
| Étang de Salses-Leucate            | | 30 juin 2017       | 76,37            | 0 - 552      | 2307               | 555624850        | 42° 51′ nord, 3° 00′ est |       |

#### Pays de la Loire
| Site                                                                   | Notes | Date d'inscription | Superficie (km²) | Altitude (m) | Identifiant Ramsar | Identifiant WDPA | Coordonnées                        | Photo |
| ---------------------------------------------------------------------- | ----- | ------------------ | ---------------- | ------------ | ------------------ | ---------------- | ---------------------------------- | ----- |
| Grande Brière                                                          |       | 1er février 1995   | 190,00           | 0 - 10       | 713                | 95332            | 47° 22′ 01″ nord, 2° 10′ 01″ ouest |       |
| Lac de Grand-Lieu                                                      |       | 1er février 1995   | 63,00            | 2 - 5        | 714                | 95333            | 47° 04′ 59″ nord, 1° 40′ 01″ ouest |       |
| Basses vallées angevines                                               |       | 1er février 1995   | 64,50            | 16 -         | 715                | 95334            | 47° 34′ 01″ nord, 0° 28′ 01″ ouest |       |
| Marais salants de Guérande et du Mès                                   |       | 1er septembre 1995 | 52,00            | 0 - 7        | 746                | 95335            | 47° 19′ 59″ nord, 2° 30′ 00″ ouest |       |
| Marais Breton, baie de Bourgneuf, île de Noirmoutier et forêt de Monts |       | 2 février 2017     | 558,26           | -2 - 41      | 2283               | 555624682        | 46° 54′ 50″ nord, 2° 02′ 46″ ouest |       |

#### Provence-Alpes-Côte d'Azur
| Site               | Notes                         | Date d'inscription | Superficie (km²) | Altitude (m) | Identifiant Ramsar | Identifiant WDPA | Coordonnées                      | Photo |
| ------------------ | ----------------------------- | ------------------ | ---------------- | ------------ | ------------------ | ---------------- | -------------------------------- | ----- |
| Camargue           | Réserve mondiale de biosphère | 1er décembre 1986  | 850,00           | -1 - 4       | 346                | 67923            | 43° 30′ nord, 4° 30′ est         |       |
| Étangs de Villepey |                               | 15 septembre 2008  | 2,55             | 0 - 18       | 1836               | 109031           | 43° 24′ 00″ nord, 6° 43′ 01″ est |       |
| Salins-d'Hyères    |                               | 15 septembre 2008  | 9,00             | -1 - 2       | 1838               | 109033           | 43° 04′ 59″ nord, 6° 10′ 59″ est |       |

### France d'outre-mer

#### Guadeloupe
| Site                                    | Notes                         | Date d'inscription | Superficie (km²) | Altitude (m) | Identifiant Ramsar | Identifiant WDPA | Coordonnées                         | Photo |
| --------------------------------------- | ----------------------------- | ------------------ | ---------------- | ------------ | ------------------ | ---------------- | ----------------------------------- | ----- |
| Grand Cul-de-sac marin de la Guadeloupe | Réserve mondiale de biosphère | 8 décembre 1993    | 295,00           | -50 - 35     | 642                | 103548           | 16° 19′ 26″ nord, 61° 35′ 28″ ouest |       |

#### Guyane
| Site                  | Notes | Date d'inscription | Superficie (km²) | Altitude (m) | Identifiant Ramsar | Identifiant WDPA | Coordonnées                        | Photo         |
| --------------------- | ----- | ------------------ | ---------------- | ------------ | ------------------ | ---------------- | ---------------------------------- | ------------- |
| Basse Mana            |       | 8 décembre 1993    | 590,00           | 0 - 5        | 643                | 94070            | 5° 40′ 01″ nord, 53° 54′ 00″ ouest |               |
| Marais de Kaw         |       | 8 décembre 1993    | 1 370,00         | 0 - 6        | 644                | 94071            | 4° 37′ 59″ nord, 52° 06′ 00″ ouest | Marais de Kaw |
| Estuaire du Sinnamary |       | 15 septembre 2008  | 284,00           | 0 - 2        | 1828               | 109023           | 5° 25′ 01″ nord, 53° 04′ 59″ ouest |               |

#### Martinique
| Site              | Notes | Date d'inscription | Superficie (km²) | Altitude (m) | Identifiant Ramsar | Identifiant WDPA | Coordonnées                         | Photo |
| ----------------- | ----- | ------------------ | ---------------- | ------------ | ------------------ | ---------------- | ----------------------------------- | ----- |
| Étang des Salines |       | 15 septembre 2008  | 2,07             | 0 - 2        | 1830               | 109025           | 14° 25′ 01″ nord, 60° 49′ 59″ ouest |       |

#### Mayotte
| Site                  | Notes | Date d'inscription | Superficie (km²) | Altitude (m) | Identifiant Ramsar | Identifiant WDPA | Coordonnées                      | Photo |
| --------------------- | ----- | ------------------ | ---------------- | ------------ | ------------------ | ---------------- | -------------------------------- | ----- |
| Vasière des Badamiers |       | 27 octobre 2011    | 1,15             | 0            | 2002               | 555543067        | 12° 46′ 59″ sud, 45° 16′ 01″ est |       |

#### Nouvelle-Calédonie
| Site              | Notes | Date d'inscription | Superficie (km²) | Altitude (m) | Identifiant Ramsar | Identifiant WDPA | Coordonnées                       | Photo |
| ----------------- | ----- | ------------------ | ---------------- | ------------ | ------------------ | ---------------- | --------------------------------- | ----- |
| Lacs du Grand Sud |       | 2 février 2014     | 439,70           | 1 - 1 219    | 2194               | 555592569        | 22° 07′ 59″ sud, 166° 46′ 59″ est |       |

#### Polynésie française
| Site            | Notes | Date d'inscription | Superficie (km²) | Altitude (m) | Identifiant Ramsar | Identifiant WDPA | Coordonnées                         | Photo |
| --------------- | ----- | ------------------ | ---------------- | ------------ | ------------------ | ---------------- | ----------------------------------- | ----- |
| Lagon de Moorea |       | 15 septembre 2008  | 50,00            | 0            | 1834               | 109029           | 17° 30′ 00″ sud, 149° 49′ 59″ ouest |       |

#### La Réunion
| Site                | Notes | Date d'inscription | Superficie (km²) | Altitude (m) | Identifiant Ramsar | Identifiant WDPA | Coordonnées                      | Photo |
| ------------------- | ----- | ------------------ | ---------------- | ------------ | ------------------ | ---------------- | -------------------------------- | ----- |
| Étang de Saint-Paul |       | 15 juillet 2019    | 4,85             | 0 - 300      | 2398               | 391921           | 19° 00′ 00″ sud, 55° 16′ 59″ est |       |

#### Saint-Martin
| Site                                     | Notes | Date d'inscription | Superficie (km²) | Altitude (m) | Identifiant Ramsar | Identifiant WDPA | Coordonnées                         | Photo |
| ---------------------------------------- | ----- | ------------------ | ---------------- | ------------ | ------------------ | ---------------- | ----------------------------------- | ----- |
| Zones humides et marines de Saint-Martin |       | 27 octobre 2011    | 29,967           | 0            | 2029               | 555547980        | 18° 04′ 59″ nord, 63° 04′ 59″ ouest |       |

#### Terres australes et antarctiques françaises
| Site                                                        | Notes                     | Date d'inscription | Superficie (km²) | Altitude (m)  | Identifiant Ramsar | Identifiant WDPA | Coordonnées                      | Photo |
| ----------------------------------------------------------- | ------------------------- | ------------------ | ---------------- | ------------- | ------------------ | ---------------- | -------------------------------- | ----- |
| Réserve naturelle nationale des Terres australes françaises | Patrimoine mondial (2019) | 15 septembre 2008  | 23 371,00        | -2600 - 1 850 | 1837               | 109032           | 43° 07′ 01″ sud, 63° 51′ 00″ est |       |
| Île Europa                                                  |                           | 27 octobre 2011    | 2 058,00         | 0 - 6         | 2073               | 555558368        | 22° 21′ sud, 40° 21′ est         |       |

## Biodiversité dans les sites Ramsar français

### Tourbière
En 2024, en France, 16 sites Ramsar comprenaient des tourbières (sur 55 sites inscrit, à cette date).

### Tortues marines
La France a une responsabilité particulière pour la protection des tortues marines, par la présence de sites de nidification de plusieurs espèces en outremer. Huit de ces sites sont enregistrés par la convention de Ramsar : le Grand Cul-de-sac marin en Guadeloupe, les Zones humides et marines de Saint-Martin, la Basse-Mana (réserve naturelle nationale de l'Amana) et estuaire du fleuve Sinnamary (Guyane), l'étang des Salines (Martinique), le lagon de Moorea (Polynésie française), la vasière des Badamiers (Mayotte) et l'Île Europa (Îles Éparses).